# اعاده دادرسی
اعاده‌دادرسی یک روش استثنایی اعتراض به آرای محاکم است که به موجب آن، پرونده ای که با رای قطعی یا قطعیت یافته مختومه شده‌است، مجدداْ مفتوح و مورد رسیدگی قرار می‌گیرد. منظور از «روش استثنایی اعتراض به آرا» این است که در برابر روش‌های عمومی اعتراض به آرای محاکم قرار دارد؛ به این شرح که به‌طور کلی، دو روش عمومی اعتراض به آراء محاکم وجود دارد: واخواهی و تجدیدنظرخواهی. در این دو روش، هر شخصی که رایی علیه او صادر شده باشد (اعم از آنکه محکوم شده باشد یا حقی برای او به اثبات نرسیده باشد)، می‌تواند نسبت به آن رای اعتراض و درخواست رسیدگی مجدد در همان مرجع (واخواهی) یا مرجع بالاتر (تجدیدنظر) نماید و به غیر از محکومیت، موجب دیگری برای طرح این درخواست وجود ندارد. در نقطه مقابل، در روش‌های استثنایی اعتراض به آراء از جمله اعاده‌دادرسی، صرف صدور حکم به ضرر شخص، برای طرح این اعتراض کافی نیست و باید حتماً علت مشخصی که توسط قانون تعیین شده نیز وجود داشته باشد. به عبارت دقیق‌تر، جهات و مبانی طرح این درخواست‌ها، محدود و غیرمعمول می‌باشد. به همین علت به «روش‌های استثنایی اعتراض به آراء» شناخته می‌شوند. به غیر از اعاده‌دادرسی، اعتراض ثالث و فرجام‌خواهی نیز جزو روش‌های استثنایی اعتراض به آرا می‌باشند.
اعاده‌دادرسی در بین روش‌های استثنایی شکایت از آراء از ویژگی منحصر به فردی برخوردار است. در حقیقت این طریق شکایت، موجب می‌شود که دادرسی منتهی به حکم قطعیت یافته یا قطعی، به درخواست محکوم علیه دوباره نزد همان مرجع صادر کننده حکم مورد رسیدگی قرار گیرد. اعاده‌دادرسی در نظام حقوقی ایران به صورت دو مرحله‌ای انجام می‌شود: در مرحله اول نسبت به قبول یا رد درخواست اعاده‌دادرسی اظهارنظر قضایی صورت می‌گیرد و در مرحله دوم (در فرض قبول درخواست) نسبت به ماهیت درخواست رسیدگی و حکم مقتضی صادر می‌گردد.
در نظام قضایی ایران اعاده‌دادرسی را در ۷ حوزه مختلف می‌توان بررسی نمود: اعاده‌دادرسی در امور مدنی، اعاده‌دادرسی در امور کیفری، اعاده‌دادرسی ویژه رئیس قوه قضایی، اعاده‌دادرسی در دیوان عدالت اداری، اعاده‌دادرسی در دادگاه ویژه روحانیت، اعاده دادرسی در دادگاه نظامی، اعاده‌دادرسی در داوری.

## مقدمه: قاعده فراغ دادرس
به موجب ماده ۸ قانون آیین دادرسی دادگاه‌های عمومی و انقلاب در امور مدنی (به اختصار قانون آیین دادرسی مدنی): «هیچ مقام رسمی یا سازمان یا اداره دولتی نمی‌تواند حکم دادگاه را تغییر دهد یا از اجرای آن جلوگیری کند مگر دادگاهی که حکم صادرنموده یا مرجع بالاتر آن هم در مواردی که قانون معین نموده باشد.»
قسمت اخیر این ماده، تبیین‌کننده قاعدهٔ «فراغ دادرس» و استثنای آن می‌باشد؛ به این معنا که قاضی (دادرس) با اعلام رای، از قضاوت فارغ شده و توانایی قضاوت خود را در آن دعوا از دست می‌دهد و در حقیقت با صدور حکم یا قرار قاطع دعوا، قاضی دیگر در آن پرونده، حق قضاوت ندارد و حتی با رضایت اصحاب دعوا نیز نمی‌تواند رای خود را تغییر دهد؛ به استثنای مقام صادرکننده رای یا مرجع رسیدگی‌بالاتر که در هر دو صورت، قانون حدود و اختیارات هرکدام برای تغییر رای صادره را تعیین می‌کند و در ذیل عنوان «اعتراض به آرا» مورد بررسی قرار می‌گیرند.
یکی از روش‌های اعتراض به آرا که به مقام صادرکننده رای، توانایی تغییر رای خود را می‌دهد، اعاده‌دادرسی است.

## اعاده‌دادرسی در دادگاه‌های حقوقی
مواد ۴۲۶ الی ۴۴۱ از قانون آیین دادرسی دادگاه‌های عمومی و انقلاب در امور مدنی (اختصاراً قانون آیین دادرسی مدنی یا ق.آ.د. م) به اعاده‌دادرسی در امور مدنی اختصاص دارد.

### انواع اعاده‌دادرسی در امور مدنی
اعاده‌دادرسی مدنی بر اساس اینکه حکم مورد درخواست اعاده‌دادرسی، چه نقشی علیه درخواست‌کننده داشته باشد، به دو نوع اصلی و طاری تقسیم می‌گردد:

#### اعاده‌دادرسی اصلی
این نوع اعاده‌دادرسی زمانی است که درخواست کننده‌ای که حکم به ضرر او صادر گردیده‌است، به‌طور مستقل نسبت به آن حکم درخواست اعاده‌دادرسی می‌نماید.

#### اعاده‌دادرسی طاری
این نوع اعاده‌دادرسی زمانی است که حین رسیدگی به یک پرونده، یکی از طرفین برای پیروزی در دعوا، حکم قطعی صادره از محکمه‌ای را به عنوان دلیل اثبات ادعای خود ارائه می‌کند و طرفی که حکم به ضرر او ارائه شده‌است، نسبت به آن درخواست اعاده‌دادرسی می‌نماید.

### آراء قابل اعاده‌دادرسی
اعاده‌دادرسی مدنی فقط نسبت به احکام صادره از سوی دادگاه قابل طرح می‌باشد و بنابراین اشخاص نمی‌توانند نسبت به قرارها درخواست اعاده‌دادرسی نمایند. به‌طور کلی نسبت به دو گروه از احکام می‌توان درخواست اعاده‌دادرسی نمود:
- حکم قطعی: حکمی است که قابل اعتراض (واخواهی یا تجدیدنظرخواهی) نیست.
- حکم قطعیت‌یافته: حکمی است که قابل اعتراض (واخواهی یا تجدیدنظرخواهی) هست اما در مهلت‌های مقرر، محکوم‌علیه نسبت به آنها اعتراض ننموده‌است.

### جهات اعاده‌دادرسی مدنی
نسبت به احکام قطعی یا قطعیت یافته، می‌توان به جهات ذیل درخواست‌اعاده دادرسی نمود:
1. موضوع حکم، مورد ادعای خواهان نبوده باشد.
2. حکم به میزان بیشتر از خواسته صادر شده باشد.
3. وجود تضاد در مفاد یک حکم که ناشی از استناد به اصول یا به مواد متضاد باشد.
4. حکم صادره با حکم دیگری در خصوص همان دعوا و اصحاب آن که قبلاً توسط همان دادگاه صادر شده‌است، متضاد باشد، بدون آنکه سبب قانونی موجب این مغایرت باشد.
5. طرف مقابل درخواست کننده اعاده‌دادرسی، حیله و تقلبی به کار برده که در حکم دادگاه مؤثر بوده‌است.
6. حکم دادگاه مستند به اسنادی بوده که که پس از صدور حکم، جعلی بودن آنها ثابت شده باشد.
7. پس از صدور حکم، اسناد و مدارکی به دست آید که دلیل حقانیت درخواست‌کننده اعاده‌دادرسی باشد و ثابت شود اسناد و مدارک یاد شده در جریان دادرسی مکتوم بوده و در اختیار متقاضی نبوده‌است.

علاوه بر موارد هفتگانه فوق، بخشی از ماده ۲۲۷ ق.آ.د. م نیز دربردارنده جهت دیگری برای اعاده‌دادرسی می‌باشد. به موجب این ماده: «... اگر اصالت یاجعلیت سند به‌موجب رأی قطعی کیفری ثابت شده و سند یادشده مستند دادگاه در امر حقوقی باشد، رأی کیفری برابر مقررات مربوط به اعاده‌دادرسی قابل استفاده می‌باشد…» تفاوت این جهت با جهت مندرج در بند ۶ ماده ۴۲۶ ق.آ.د. م در این است که آن ماده، ناظر به اثبات جعلیت سند به عنوان یک دعوای حقوقی مستقل در دادگاه حقوقی می‌باشد (از جنبه وقوع فعل جعل) اما ماده ۲۲۷، ناظر به اثبات جعلیت سند به عنوان یک شکایت کیفری در دادگاه کیفری (از جنبه وقوع جرم جعل) می‌باشد. این تفاوت با دقت در ماده ۴۲۹ ق.آ.د. م آشکار می‌شود که اعلام می‌دارد: «درصورتی که جهت اعاده دادرسی جعلی بودن اسناد … باشد، ابتدای مهلت اعاده دادرسی، تاریخ ابلاغ حکم‌نهایی مربوط به اثبات جعل … می‌باشد.» در این ماده قانونگذار از تعبیر «اثبات جعل» استفاده نموده که یک دعوای حقوقی است و در دادگاه‌های حقوقی قابل رسیدگی می‌باشد و ماهیتاً متفاوت از جنبه کیفری جرم جعل می‌باشد.

### مهلت درخواست و ابتدای مهلت
درخواست اعاده‌دادرسی باید ظرف مدت مشخصی از طرف متقاضی مطرح گردد. این مهلت برای اشخاص مقیم ایران، بیست روز و برای اشخاص مقیم خارج از ایران، دو ماه (شصت روز) است. مبدأ محاسبه مهلت‌های فوق، بستگی به جهت اعاده‌دادرسی دارد، به این شرح که:
- اگر جهت اعاده‌دادرسی، محکومیت شخص نسبت به امری باشد که اساساً خواسته خواهان نبوده (بند ۱) یا حکم به میزان بیشتر از خواسته صادر شده باشد (بند ۲) یا در مفاد حکم، تضاد وجود داشته باشد (بند ۳):
  - چنانچه حکم موضوع درخواست، حضوری بوده باشد، ابتدای مهلت از تاریخ ابلاغ حکم قطعی است؛
  - چنانچه حکم موضوع درخواست، غیابی بوده باشد، ابتدای مهلت از تاریخ انقضای مهلت واخواهی و تجدیدنظرخواهی است.[۹]
- اگر جهت اعاده‌دادرسی، مغایر بودن دو حکم نسبت به همان اشخاص باشد (بند ۴)، ابتدای مهلت از تاریخ آخرین ابلاغ هر یک از دو حکم است.[۱۰]
- اگر جهت اعاده دادرسی، حیله و تقلب طرف مقابل باشد (بند ۵)، ابتدای مهلت از تاریخ ابلاغ حکم نهایی مربوط به اثبات حیله و تقلب می‌باشد.[۱۱]
- اگر جهت اعاده دادرسی، جعلی بودن اسناد ارائه شده باشد (بند ۶)، ابتدای مهلت از تاریخ ابلاغ حکم نهایی مربوط به اثبات جعل می‌باشد.[۱۲]
- اگر جهت اعاده دادرسی، تحصیل اسناد و مدارکی باشد که در جریان دادرسی مکتوم بوده (بند ۷)، ابتدای مهلت متفاوت است:
  - اگر اسناد و مدارک در اختیار متقاضی قرار گرفته باشد: ابتدای مهلت از تاریخ وصول اسناد و مدارک است؛
  - اگر اسناد و مدارک در اختیار متقاضی قرار نگرفته باشد اما متقاضی از وجود آنها آگاه شده باشد: ابتدای مهلت از تاریخ اطلاع از وجود آنها محاسبه می‌شود.[۱۳]

در صورتی که متقاضی اعاده‌دادرسی، درخواست خود را خارج از مهلت‌های فوق تقدیم دادگاه نماید اما برای این تأخیر، دارای یکی از عذرهای موجه مندرج در ماده ۳۰۶ ق.آ.د. م باشد، درخواست او پذیرفته می‌شود. این معاذیر عبارتند از:
1. مرضی که مانع از حرکت است؛
2. فوت یکی از والدین یا همسر یا اولاد؛
3. حوادث قهریه از قبیل سیل، زلزله و حریق که بر اثر آن تقدیم دادخواست در مهلت مقرر ممکن نباشد؛
4. توقیف یا حبس بودن به نحوی که نتوان در مهلت مقرر دادخواست را تقدیم کرد.

### تشریفات درخواست
متقاضی اعاده‌دادرسی اصلی مکلف است علاوه بر رعایت مهلت‌های فوق، تشریفات شکلی درخواست (تقدیم دادخواست با شرایط قانونی و پرداخت هزینهٔ اعاده‌دادرسی) را نیز رعایت نماید. در غیر این صورت درخواست اعاده‌دادرسی رد می‌گردد. متقاضی همچنین مکلف است جهت اعاده‌دادرسی را به‌طور دقیق مشخص نماید زیرا دادگاه، فقط به جهت اعلام شده توسط متقاضی رسیدگی می‌کند و سایر جهات احتمالی را مورد بررسی قرار نمی‌دهد.
متقاضی اعاده‌دادرسی طاری مکلف است در محکمه‌ای که حکم به ضرر او ارائه شده‌است، درخواست اعاده‌دادرسی را مطرح و ظرف مدت سه روز پس از درخواست، دادخواست خود را به دادگاهی که حکم در آنجا به عنوان دلیل ارائه شده، تقدیم نماید. در خصوص دعوای اصلی (دعوایی که حکم به عنوان دلیل در آنجا ارائه شده‌است) در صورتی که دادگاه رسیدگی‌کننده، دلایل درخواست اعاده‌دادرسی را قوی بداند و تشخیص دهد که حکمی که بعداً در خصوص درخواست اعاده‌دادرسی صادر می‌گردد، مؤثر در این دعوا می‌باشد، رسیدگی به دعوای مطروحه را تا صدور حکم نسبت به اعاده‌دادرسی به تأخیر می‌اندازد و در غیر این صورت، به رسیدگی خود ادامه می‌دهد.

### تشریفات رسیدگی
با وصول پرونده به دادگاه صادر کننده حکم قطعی، این دادگاه غالباً در وقت فوق‌العاده و بدون احضار طرفین، پرونده را بررسی می‌کند و ابتدا قبل از آنکه وارد رسیدگی ماهیتی شود، نسبت به اساس درخواست (رعایت شرایط شکلی درخواست) اظهارنظر می‌نماید. این اظهارنظر در قالب یکی از دو قرار ذیل است:

#### قرار قبولی اعاده‌دادرسی
در صورتی که دادگاه وجود همه شرایط ذیل را احراز نماید، قرار قبولی اعاده‌دادرسی را صادر می‌کند:
- درخواست در مهلت مقرر طرح شده باشد؛
- درخواست منطبق بر یکی از جهات ماده ۴۲۶ ق.آ.د. م باشد؛
- دلیل ابرازی متقاضی اعاده‌دادرسی متناسب با جهت مورد درخواست باشد؛
- دلیل ابرازی شرایط قانونی مربوط به آن جهت را داشته باشد.

با صدور قرار قبولی اعاده‌دادرسی، پرونده از حالت مختومه خارج و مجدداً در مسیر رسیدگی قرار می‌گیرد: برای آن وقت رسیدگی تعیین می‌شود و طرفین آن احضار می‌گردند و از آن پس همانند سایر پرونده‌های جریانی با آن برخورد می‌شود و تشریفات رسیدگی بدوی یا تجدیدنظر (برحسب اینکه حکم موضوع اعاده‌دادرسی، حکم بدوی قطعیت یافته یا حکم قطعی بوده باشد) نسبت به آن اجرا می‌گردد.

#### قرار رد اعاده‌دادرسی
در صورتی که دادگاه یکی از شرایط چهارگانه فوق را احراز ننماید (برای مثال درخواست خارج از مهلت باشد یا ادله ابرازی خواهان متناسب با جهت درخواست نباشد یا اساساً جهت اعلام شده توسط خواهان، جزو موارد هفتگانه مندرج در ماده ۴۲۶ ق.آ.د. م نباشد) دادگاه قرار رد درخواست اعاده‌دادرسی را صادر می‌نماید و پرونده مختومه و بلااقدام باقی می‌ماند.

### وضعیت اجرای حکم
از آنجا که با قبولی اعاده‌دادرسی، ممکن است حکم نقض گردد، لذا با صدور قرار قبولی اعاده‌دادرسی، وضعیت اجرای حکم به شرح ذیل خواهد بود:
1. در صورتی که محکومٌ‌به غیرمالی باشد، اجرای حکم [تا صدور حکم در خصوص اعاده‌دادرسی] متوقف می‌گردد.
2. در صورتی که محکومٌ‌به مالی باشد:
  - اگر امکان اخذ تأمین و جبران خسارت احتمالی وجود داشته باشد، به تشخیص دادگاه از محکومٌ‌له تأمین مناسب اخذ می‌شود و اجرای حکم ادامه‌می‌یابد؛
  - اگر امکان اخذ تأمین و جبران خسارت احتمالی وجود نداشته باشد، اجرای حکم [تا صدور حکم در خصوص اعاده‌دادرسی] متوقف می‌گردد.[۱۹]

### نتیجه دادرسی
پس از صدور قرار قبولی اعاده‌دادرسی و تشکیل جلسه رسیدگی، دادگاه به ماهیت دعوا و ادله ابرازی اعاده‌دادرسی و ادله دفاعیه طرف اعاده‌دادرسی رسیدگی می‌نماید؛ در صورتی که در ماهیت نیز اعاده‌دادرسی را وارد تشخیص دهد، اقدام به نقض دادنامه مورد اعاده‌دادرسی و صدور حکم مقتضی به نفع خواهان اعاده دادرسی می‌نماید. اما در صورتی که در ماهیت، اعاده‌دادرسی را وارد تشخیص ندهد، حکم به تأیید دادنامه مورد اعاده دادرسی صادر می‌کند. این حکم از حیث تجدیدنظرخواهی یا فرجام خواهی، تابع مقررات مربوط خواهد بود.

### اعتراض به رای
حکمی که در مرحله اعاده‌دادرسی صادر می‌گردد، از حیث تجدیدنظر و فرجام خواهی تابع مقررات مربوط خواهد بود. به این معنا که اگر مطابق مقررات مربوط به تجدیدنظرخواهی یا فرجام‌خواهی، این حکم قابل اعتراض باشد، محکوم‌علیه می‌تواند نسبت به آن اعتراض نماید. در غیر این صورت، حکم قطعی خواهد بود. همچنین نسبت به حکمی که پس از اعاده‌دادرسی صادر می‌گردد، دیگر اعاده‌دادرسی از همان جهت پذیرفته نخواهد شد.

## اعاده‌دادرسی در دادگاه‌های کیفری
اعاده‌دادرسی کیفری، برحسب آنکه رای موضوع درخواست، حکم یا قرار است، مقررات مختلفی دارد:

### اعاده‌دادرسی نسبت به احکام
مواد ۴۷۴ الی ۴۷۶ از قانون آیین دادرسی کیفری(اختصاراً ق.آ.د. ک) به اعاده‌دادرسی از احکام در امور کیفری اختصاص دارد که این درخواست، صرفاً از ناحیه محکوم‌علیه (شخصی که حکم محکومیت کیفری علیه او صادر شده‌است) قابل طرح می‌باشد؛ بنابراین شاکی (شخصی که مدعی است که جرمی علیه وی انجام شده‌است) به موجب مقررات قانون آیین دادرسی کیفری، اساساً حق درخواست اعاده‌دادرسی نسبت به احکامی که به نفع او صادر نشده را ندارد.

#### جهات اعاده‌دادرسی کیفری
اعاده‌دادرسی کیفری - خواه حکم اجرا شده باشد خواه اجرا نشده باشد - در موارد زیر پذیرفته می‌شود:
1. کسی به اتهام قتل شخصی محکوم شود و سپس زنده بودن وی محرز گردد؛
2. چند نفر به اتهام ارتکاب جرمی محکوم شوند و ارتکاب آن جرم به گونه‌ای باشد که نتوان بیش از یک مرتکب برای آن قائل شد؛
3. شخصی به علت انتساب جرمی محکوم شود و فرد دیگری نیز به موجب حکمی از مرجع قضایی به علت انتساب همان جرم محکوم شده باشد، به طوری که از تعارض و تضاد مفاد دو حکم، بی گناهی یکی از آنان احراز گردد؛
4. دربارهٔ شخصی به اتهام واحد، احکام متفاوتی صادر شود؛
5. در دادگاه صالح ثابت شود که اسناد جعلی یا شهادت خلاف واقع گواهان، مبنای حکم بوده‌است؛
6. پس از صدور حکم قطعی، واقعه جدیدی حادث یا ظاهر یا ادله جدیدی ارائه شود که موجب اثبات بی‌گناهی محکومٌ‌علیه یا عدم تقصیر وی باشد؛
7. عمل ارتکابی جرم نباشد یا مجازات مورد حکم بیش از مجازات مقرر قانونی باشد.[۲۴]

علاوه بر موارد فوق، ماده ۴۸۳ همان قانون نیز دارای حکمی است که ماهیتاً اعاده‌دادرسی تلقی نمی‌گردد اما به دلیل شباهت به آثار اعاده‌دادرسی، در ذیل مبحث اعاده‌دادرسی بیان گردیده‌است. به موجب این ماده: «هرگاه شاکی یا مدعی خصوصی در جرائم غیرقابل گذشت، پس از قطعی شدن حکم از شکایت خود صرف نظر کند، محکومٌ علیه می‌تواند از دادگاه صادرکننده حکم قطعی، درخواست کند در میزان مجازات او تجدیدنظر شود. در این صورت، دادگاه به درخواست محکومٌ علیه در وقت فوق‌العاده و با حضور دادستان یا نماینده او با رعایت مقررات ماده ۳۰۰ این قانون، رسیدگی می‌کند و مجازات را در صورت اقتضاء در حدود قانون تخفیف می‌دهد یا به مجازاتی که مناسب تر به حال محکومٌ علیه باشد، تبدیل می‌کند. این رأی قطعی است.»

#### مهلت درخواست و ابتدای مهلت
اعاده‌دادرسی کیفری با توجه به طبع حکم مورد درخواست (محکومیت به تحمل مجازات)، فاقد مهلت درخواست می‌باشد و در هر زمان قابل طرح می‌باشد، برخلاف اعاده‌دادرسی مدنی که مقید به طرح در مهلت‌های بیست روزه یا دوماهه مقرر در قانون می‌بود.

#### درخواست‌کنندگان اعاده‌دادرسی
اشخاص ذیل می‌توانند درخواست اعاده‌دادرسی از حکم محکومیت کیفری را بنمایند:
- محکوم‌علیه یا نماینده قانونی او؛
- همسر و وراث قانونی و وصی محکوم‌علیه، در صورت فوت یا غیبت محکوم‌علیه؛
- دادستان کل کشور؛
- دادستان مجری حکم.[۲۵]

#### تشریفات رسیدگی
درخواست اعاده‌دادسی و ادله ابرازی، از طریق دادگاه صادرکننده حکم قطعی یا قطعیت یافته، به دیوان عالی کشور ارسال می‌گردد. دیوان عالی کشور در وقت فوق‌العاده و بدون احضار طرفین، پرونده را بررسی می‌نماید و قبل از آنکه وارد رسیدگی ماهیتی شود، نسبت به اساس درخواست (شکل) اظهارنظر می‌کند. این اظهارنظر در قالب یکی از دو قرار ذیل است:

##### قرار تجویز اعاده‌دادرسی
در صورتی که دیوان عالی کشور، موضوع و ادله ابرازی را منطبق با یکی از جهات مندرج در ماده ۴۷۴ ق.آ.د.ک. تشخیص دهد، قرار تجویز اعاده‌دادرسی را صادر و پرونده را برای رسیدگی ماهیتی به دادگاه هم‌عرض دادگاه صادرکننده حکم قطعی ارجاع می‌دهد. در این صورت پس از وصول پرونده به دادگاه هم‌عرض، پرونده از حالت مختومه خارج و مجدداً در مسیر رسیدگی قرار می‌گیرد: برای آن وقت رسیدگی تعیین می‌شود و طرفین (محکوم‌علیه و شاکی خصوصی و دادستان) احضار می‌گردند و از آن پس همانند سایر پرونده‌های جریانی با آن برخورد می‌شود.

##### قرار رد اعاده‌دادرسی
در صورتی که دیوان عالی کشور، موضوع یا ادله ابرازی را منطبق با جهات مندرج در ماده ۴۷۴ ق.آ.د.ک. تشخیص ندهد، قرار رد اعاده‌دادرسی را صادر می‌کند و پرونده مختومه و بلااقدام باقی می‌ماند.

#### وضعیت اجرای حکم
در اعاده‌دادرسی کیفری، وضعیت توقف اجرای حکم کمی متفاوت و رابطه مستقیم با مجازات مندرج در حکم دادگاه دارد، به این شرح که:
- در صورتی که مجازات مندرج در حکم، از نوع مجازات سالب حیات یا سایر مجازات‌های بدنی یا قلع و قمع بنا باشد، بلافاصله با وصول تقاضای اعاده‌دادرسی و قبل از اتخاذ تصمیم دربارهٔ تقاضا (قبل از صدور قرار تجویز یا رد اعاده‌دادرسی) دستور توقت اجرای حکم صادر می‌گردد؛
- در سایر موارد، چنانچه قرار تجویز اعاده‌دادرسی صادر شده باشد، اجرای حکم تا صدور حکم مجدد به تعویق می‌افتد و چنانچه از محکوم‌علیه تأمین اخذ نشده یا تأمین منتفی شده باشد، دادگاهی که پس از تجویز اعاده‌دادرسی به موضوع رسیدگی می‌کند، تأمین لازم را اخذ می‌نماید.[۲۷]

همچنین بعد از صدور قرار قبولی اعاده‌دادرسی، در صورتی که ادلهٔ اقامه‌شده از نظر دادگاه قوی باشد، فوراً قرار توقف آثار و تبعات حکم اولی نیز صادر می‌گرددکه این قرار، متفاوت از قرار توقف اجرای حکم می‌باشد.

#### نتیجه دادرسی
پس از صدور قرار تجویز اعاده‌دادرسی و تشکیل جلسه رسیدگی، دادگاه هم‌عرض به ماهیت دعوا و ادله ابرازی اعاده‌دادرسی و ادله موجود در پرونده رسیدگی می‌نماید؛ در صورتی که در ماهیت نیز درخواست اعاده‌دادرسی را وارد تشخیص دهد، اقدام به نقض دادنامه مورد اعاده‌دادرسی و صدور حکم به نفع متقاضی می‌کند. اما در صورتی که در ماهیت، اعاده دادرسی را وارد تشخیص ندهد، حکم به تأیید دادنامه مورد اعاده‌دادرسی صادر می‌نماید. این حکم از حیث تجدیدنظرخواهی یا فرجام خواهی، تابع مقررات مربوط خواهد بود.
در صورتی که جهت اعاده دادرسی، مغایرت دو حکم باشد، دادگاه پس از صدور قرار قبول اعاده‌دادرسی، هر یک را از دو حکم صادره را که صحیح تشخیص دهد، تأیید و رای دیگر را نقض می‌کند. در اعاده‌دادرسی کیفری این احتمال نیز وجود دارد که دادگاه، با توجه به محتویات پرونده، هیچ‌کدام از آراء صادره را صحیح تشخیص ندهد، در این صورد هردو رای را نقض و پس از رسیدگی مبادرت به صدور رای مقتضی می‌نماید.

#### اعتراض به رای
حکمی که در مرحله اعاده‌دادرسی صادر می‌گردد، از حیث تجدیدنظر و فرجام خواهی تابع مقررات مربوط خواهد بود. به این معنا که اگر مطابق مقررات مربوط به تجدیدنظرخواهی یا فرجام‌خواهی، این حکم قابل اعتراض باشد، محکوم‌علیه می‌تواند نسبت به آن اعتراض نماید. در غیر این صورت، حکم قطعی خواهد بود. همچنین نسبت به حکمی که پس از اعاده‌دادرسی صادر می‌گردد، دیگر اعاده‌دادرسی از همان جهت پذیرفته نخواهد شد.

### اعاده‌دادرسی نسبت به قرار منع تعقیب (درخواست تعقیب مجدد)
ماده ۲۷۸ قانون آیین دادرسی کیفری مقرره‌ای دارد که از نظر ساختار و کارکرد، گونه‌ای اعاده‌دادرسی تلقی می‌گردد اما در آن قانون ذیل مقررات «اعاده‌دادرسی» قرار نگرفته‌است.
به‌طور کلی مقام تحقیق در دادسرا (اعم از دادیار و بازپرس) در دو حالت، مبادرت به صدور «قرار منع تعقیب» می‌نمایند:
- در صورتی که عمل مورد شکایت، جرم نباشد؛
- در صورتی که عمل مورد شکایت، جرم باشد اما اساساً دلیلی برای اثبات آن وجود نداشته باشد (فقد دلیل) یا دلایل ابزاری برای اثبات آن جرم کافی نباشد (عدم کفایت دلیل).

در موارد فوق، بعد از قطعیت قرار منع تعقیب - به دلیل شمول اعتبار امر مختوم بر موضوع - نمی‌توان مجدداً شخص را به دلیل ارتکاب همان رفتار مورد شکایت، مورد تعقیب کیفری قرار داد.

#### جهت درخواست تعقیب مجدد
در صورتی که بعد از قطعی شدن قرار منع تعقیب، دلیل جدیدی کشف شود، می‌توان مجدداً شخص را مورد تعقیب کیفری قرار داد. دلیل جدید باید در تحقیقات مقدماتی منتهی به صدور قرار منع تعقیب، ارائه و مورد بررسی قرار نگرفته باشد. با توجه به اطلاق «دلیل جدید» به نظر می‌رسد این دلیل، می‌تواند اعم از سند یا شهادت شهود باشد.

#### مهلت درخواست
با توجه به اینکه کشف دلیل جدید، ماهیتاً رویدادی است که نمی‌توان برای آن زمان تعیین نمود، لذا این درخواست فاقد مهلت می‌باشد و در هر زمان قابل طرح می‌باشد.

#### درخواست‌کنندگان و مرجع درخواست
برخلاف اعاده‌دادرسی از احکام کیفری که فقط اختصاص به محکوم‌علیه داشت، این مورد فقط اختصاص به شاکی دارد صرفاً از ناحیه شاکی قابل طرح می‌باشد. مع‌الوصف در صورتی که قرار منع تعقیب در دادسرا قطعی شده باشد، شاکی مستقیماً درخواست خود را تسلیم دادستان می‌نماید. اما در صورتی که قرار منع تعقیب، در دادگاه قطعی شده باشد، شاکی مکلف است درخواست خود را تسلیم دادستان نماید و سپس، دادستان - به عنوان مقام تعقیب - از دادگاهی که قرار منع تعقیب نزد آن قطعی شده‌است، درخواست تجویز تعقیب مجدد را می‌نماید.

#### تشریفات درخواست
با وصول درخواست تعقیب مجدد، در صورتی که قرار در دادسرا قطعی شده باشد، دادستان مکلف به اظهارنظر می‌باشد و در صورتی که دلیل ارائه شده را «جدید» تلقی نماید (احراز کند که در تحقیقات قبلی این دلیل ارائه نشده بود) دستور تعقیب مجدد را صادر و پرونده را جهت انجام تحقیقات مقدماتی به بازپرسی یا دادیاری ارجاع می‌نماید. در غیر این صورت، درخواست را با دستور اداری، بایگانی می‌نماید. در فرضی که قرار در دادگاه قطعی شده باشد، دادگاه مکلف به اظهارنظر می‌باشد و اگر دلیل ارائه شده را «جدید» تلقی نماید، مبادرت به صدور «قرار تجویز تعقیب مجدد» می‌نماید و پرونده را جهت انجام تحقیقات مقدماتی به دادسرا اعاده می‌نماید.

#### نتیجه درخواست
با صدور دستور یا قرار تعقیب مجدد، پرونده بر اساس دلیل جدید مجدداً در مسیر تحقیقات مقدماتی قرار می‌گیرد و کلیه قواعد مربوط به تحقیقات مقدماتی (تحقیق - صدور قرار نهایی - اظهارنظر- اعتراض احتمالی - غیره) نسبت به آن اعمال می‌گردد؛ بنابراین تعقیب مجدد مشتکی‌عنه، لزوماً به معنای صدور قرار جلب به دادرسی و صدور کیفرخواست علیه متهم نمی‌باشد.

## اعاده‌دادرسی ویژه رئیس قوه قضاییه
این اعاده‌دادرسی، نوع ویژه ای از اعاده‌دادرسی و جزو اختیارات انحصاری رئیس قوه قضاییه است و مقررات آن در ماده ۴۷۷ قانون آیین دادرسی کیفری و همچنین دستورالعمل اجرایی ماده ۴۷۷ قانون آیین دادرسی کیفری مورخ ۱۳۹۸/۰۹/۰۹ (ابلاغی توسط رئیس وقت قوه قضاییه حجت الاسلام رئیسی) تبیین شده‌است.
در صورتی که رئیس قوه قضاییه رای قطعی صادره از هر یک از مراجع قضایی را خلاف شرع بیّن تشخیص دهد، با تجویز اعاده‌دادرسی، پرونده را به دیوان عالی کشور ارسال تا در شعبی خاص که توسط رئیس قوه قضاییه برای این امر تخصیص می‌یابد، رسیدگی و رای قطعی صادر نماید. شعب خاص مذکور مبنیّاً برخلاف شرع بیّن اعلام شده، رای قطعی قبلی را نقض و رسیدگی مجدد اعم از شکلی و ماهوی به عمل می‌آورند و رای مقتضی صادر می‌نمایند.
این اعاده‌دادرسی ریشه در ماده ۹ قانون اصلاح قانون تشکیل دادگاه‌های عمومی و انقلاب مصوب ۱۳۸۱دارد که یک ماده به عنوان ماده ۱۸ به قانون «تشکیل دادگاه‌های عمومی و انقلاب» مصوب ۱۳۷۳/۰۴/۱۵ الحاق نمود و بر همین اساس به عنوان «اعاده‌دادرسی ماده ۱۸» شناخته می‌شد. به موجب این ماده: «... درمورد آرای قطعی، جز از طریق اعاده دادرسی و اعتراض ثالث به نحوی که در قوانین مربوط مقرر است، نمی‌توان رسیدگی مجدد نمود مگر اینکه رأی، خلاف بیّن قانون یا شرع باشد که در آن صورت به درخواست محکوم‌علیه (چه در امور مدنی و چه در امور کیفری) یا دادستان مربوط (در امور کیفری) ممکن است موردتجدیدنظر واقع شود.»

### جهت اعاده‌دادرسی
این نوع اعاده‌دادرسی صرفاً بر جهت مخالفت رای صادره با شرع بیِن قابل طرح است. در صورتی که به تشخیص رئیس قوه قضاییه، رای صادره با قواعد شرعی بیَن (آشکار) مغایرت داشته باشد، می‌تواند دستور تجویز اعاده‌دادرسی را صادر نماید. (ماده ۴۷۷ ق.آ.د. ک) بنابراین برای تجویز این اعاده‌دادرسی احراز دو امر ضروری است:
- رای صادر شده با آموزه ای شرعی مخالف باشد؛
- آن آموزه شرعی جزو بیَنات شرعی باشد.

در خصوص اینکه منظور از «خلاف بیِن شرع» چیست، تبصره ۱ ماده ۱۸ قانون اصلاحی تشکیل دادگاه‌های عمومی و انقلاب مصوب ۸۱/۱۰/۲۴ مقرر می‌نمود: «مراد از خلاف بیِن شرع، مغایرت رای صادره با مسلَمات فقهی یا مشهور فقها خواهد بود.» از آنجا که اظهارنظر در این خصوص، نیازمند دانش فقهی است که صرفاً توسط مجتهد قابل بررسی است، لذا این مورد صرفاً در صلاحیت رئیس قوه قضاییه قرار گرفته‌است زیرا به موجب اصل ۱۵۷ قانون اساسی، از جمله شرایط انتصاب ریاست قوه قضاییه آن است که «مجتهد عادل و آگاه به امور قضایی» باشد.
در ماده ۴۸۲ قانون آیین دادرسی کیفری نیز ضمن ارجاع به ماده ۴۷۷، از تعبیر «مغایرت رای صادره با مسلمات فقهی» استفاده شده‌است. به موجب این ماده: «نسبت به حکمی که پس از اعاده دادرسی صادر می‌شود، دیگر اعاده دادرسی از همان جهت پذیرفته نمی‌شود. مگر اینکه اعاده دادرسی از مصادیق ۴۷۷ بوده و مغایرت رای صادره با مسلمات فقهی به جهات دیگری غیر از جهت قبلی باشد یا رای جدید مجدداً همانند رای قبلی مغایر با مسلمات فقهی صادر شده باشد.»
منظور از مسلمات فقهی، اموری است که یا ضروری دین یا ضروری مذهب یا ضروری فقه است و احدی از مسلمانان و علمای شیعه در آن اختلافی ندارند، حتی مواردی که اجماع علماء بر آن باشد نیز از مسلمات محسوب می‌شود…»

### آرا و تصمیمات قابل اعاده‌دادرسی
برخلاف اعاده‌دادرسی مدنی و کیفری - که صرفاً نسبت به احکام قطعی قابل درخواست است - اعاده‌دادرسی رئیس قوه دامنه گسترده‌تری داشته و شامل هر نوع رای اعم از حکم یا قرار می‌شود که توسط یک مرجع قضایی صادر شده باشد؛ از قبیل محاکم بدوی و تجدیدنظر و دیوان عالی کشور، سازمان قضایی نیروهای مسلح، شورای حل اختلاف. علاوه بر آراء اصلی، این اعاده‌دادرسی قرارهای دیوان عالی کشور در باب تجویز اعاده‌دادرسی [قرار تجویز اعاده‌دادرسی یا قرار رد اعاده‌دادرسی]و همچنین دستور موقت دادگاه‌ها را نیز در بر می‌گیرد.

### اشخاص درخواست‌کننده
اشخاص زیر حق درخواست تجویز اعاده‌دادرسی را از رئیس قوه قضاییه دارند:
- شخصی که از رای صادره متضرر گردیده‌است و نماینده قانونی او؛
- رئیس دیوان عالی کشور؛
- دادستان کل کشور؛
- رئیس سازمان قضایی نیروهای مسلح؛
- رئیس کل دادگستری هر استان.[۴۱]

### تشریفات درخواست
با وصول درخواست تجویز اعاده‌دادرسی، موضوع به حوزه معاونت قضایی یا قضات و مشاوران رئیس قوه ارجاع می‌گردد و آنان با مطالبه پرونده محاکماتی و مطالعه آن، مبادرت به تنظیم گزارشی دقیق و مستند و مستدل در خصوص پرونده و جهات خلاف شرع بیَن بودن رای صادره می‌نمایند و درخواست تجویز اعاده دادرسی و گزارش تنظیمی را در حداقل زمان ممکن به ضمیمه پرونده به دفتر ریاست قوه قضاییه ارسال می‌نمایند. نهایتاْ رئیس قوه قضاییه با احراز خلاف شرع بیَن بودن رای صادره بر اساس گزارش تنظیم شده، دستور تجویز اعاده‌دادرسی را صادر می‌کند. رئیس قوه قضاییه همچنین می‌تواند ضمن صدور دستور تجویز اعاده‌دادرسی، دستور توقف اجرای حکم را نیز صادر نماید.

### وضعیت اجرای حکم
با تجویز اعاده‌دادرسی توسط رئیس قوه قضاییه، اجرای حکم تا حصول نتیجه قطعی به تعویق می‌افتد. اما چنانچه رئیس قوه قضاییه در زمان بازنگری، دستور توقف اجرای حکم را صادر نماید، در صورت ردٌ اعاده‌دادرسی، مراتب لغو توقف توسط معاون قضایی به مرجع قضایی اعلام می‌گردد تا مطابق حکم صادره اقدام نماید. لذا رئیس قوه قضایی، حتی قبل از صدور دستور تجویز اعاده‌دادرسی - در مرحله بازنگری رای - نیز می‌تواند دستور توقف اجرای حکم موضوع درخواست اعاده‌دادرسی را صادر نماید، اختیاری که در ماده ۴۷۷ از قانون آیین دادرسی کیفری و تبصره‌های ذیل آن پیش‌بینی نشده‌است.

### تشریفات رسیدگی
با صدور دستور تجویز اعاده‌دادرسی توسط رئیس قوه قضاییه، پرونده با ذکر دلیل مغایرت رای با شرع، به شعب خاص تعیین شده برای این نوع رسیدگی در دیوان عالی کشور ارجاع می‌گردد و شعبه مرجوعٌ‌الیه بر اساس نظر اعلامی رئیس قوه (مبنی برخلاف شرع بین بودن) رای مورد درخواست اعاده‌دادرسی را نقض و به پرونده به صورت شکلی یا ماهوی رسیدگی‌می‌کند و نهایتاْ مبادرت به صدور رای مقتضی می‌نمایند.
در زمان حکومت ماده ۱۸ قانون تشکیل دادگاه‌های عمومی و انقلاب، شعبی از دیوان عالی کشور که وظیفه رسیدگی به این نوع اعاده‌دادرسی را بر عهده داشتند، «شعب تشخیص» نامیده می‌شدند. اما قانون فعلی و دستورالعمل اجرایی آن دیگر از این نام استفاده ننموده‌است؛ بنابراین می‌توان این نام را در فرهنگ حقوقی کشور منسوخ دانست.

## اعاده‌دادرسی در دیوان عدالت اداری
اعاده‌دادرسی در دیوان عدالت اداری است که از حیث جهت و صلاحیت، به سه نوع تقسیم می‌گردد:

### اعاده‌دادرسی عادی
این نوع اعاده‌دادرسی که ذیل بخشی به همین نام در قانون تشکیلات و آیین دادرسی دیوان عدالت اداری مصوب ۹۳/۰۳/۲۵(اختصاراً قانون دیوان عدالت اداری یا ق.د.ع. ا) قرار گرفته و مواد ۹۸ الی ۱۰۶ آن به این موضوع اختصاص دارد، مقررات حالت عادی اعاده‌دادرسی از احکام را وضع نموده‌است:

#### جهات اعاده‌دادرسی
در مورد احکام قطعی صادره از شعب دیوان می‌توان بنا به جهات ذیل درخواست اعاده‌دادرسی تقدیم نمود:
1. حکم، خارج از موضوع شکایت صادر شده باشد؛
2. حکم به میزان بیشتر از خواسته صادر شده باشد؛
3. در مفاد حکم، تضاد وجود داشته باشد؛
4. حکم صادر شده با حکم دیگری در خصوص همان دعوی و اصحاب آن، که قبلاً توسط همان شعبه یا شعبه دیگر صادر شده‌است، متعارض بوده بدون آن که سبب قانونی موجب این تعارض باشد؛
5. حکم مستند به اسنادی باشد که پس از صدور، جعلی بودن یا عدم اعتبار آنها به موجب حکم مراجع صالح قانونی ثابت شده باشد؛
6. پس از صدور حکم، اسناد و دلایلی به دست آید که دلیل حقانیت درخواست‌کننده اعاده‌دادرسی باشد و ثابت شود اسناد و دلایل یادشده در جریان دادرسی در اختیار وی نبوده‌است.[۴۷]

#### تشریفات درخواست
تشریفات عمومی درخواست اعاده‌دادرسی به همان ترتیب مقرر در تشریفات تقدیم دادخواست به دیوان عدالت اداری است، اما به‌طور اختصاصی متقاضی باید جهت درخواست اعاده دادرسی را مشخصاُ در درخواست تعیین نماید.

#### مهلت درخواست و ابتدای شروع آن
درخواست اعاده‌دادرسی باید ظرف مدت بیست روز تقدیم دیوان عدالت اداری گردد. مبدأ محاسبه این مهلت، بستگی به جهت اعاده‌دادرسی دارد، به این شرح که:
- اگر جهت اعاده‌دادرسی، صدور حکم خارج از موضوع شکایت باشد (بند الف) یا حکم به میزان بیشتر از خواسته صادر شده باشد (بند ب) یا در مفاد حکم، تضاد وجود داشته باشد (بند پ)، ابتدای مهلت از تاریخ آخرین ابلاغ رای شعبه می‌باشد؛
- اگر جهت اعاده‌دادرسی، مغایرت دو حکم با یکدیگر (بند ت) یا اثبات جعل یا بی‌اعتبار بودن اسناد (بند ث) یا تحصیل اسناد مکتوم بوده باشد (بند ج)، ابتدای مهلت از زمان حصول سبب اعاده‌دادرسی می‌باشد.

#### وضعیت اجرای حکم
شعبه رسیدگی‌کننده به درخواست اعاده‌دادرسی می‌تواند قبل یا بعد از صدور قرار قبولی اعاده‌دادرسی، در صورت احراز ضرورت دستور توقف اجرای حکم موضوع درخواست اعاده‌دادرسی را صادر نماید.

#### تشریفات رسیدگی و نتیجه دادرسی
درخواست اعاده‌دادسی به همراه ادله اثبات جهت درخواست، به دادگاه صادر کننده حکم قطعی ارجاع می‌گردد. با وصول درخواست، دادگاه ابتدا قبل از آنکه وارد رسیدگی ماهیتی شود، نسبت به اساس درخواست (شکل) اظهارنظر می‌نماید. این اظهارنظر در قالب «قرار قبولی اعاده‌دادرسی» یا «قرار رد اعاده‌دادرسی» صورت می‌گیرد. ادامه فرایند نیز مشابه رویه اعاده‌دادرسی مدنی صورت می‌گیرد.

### اعاده دادرسی ویژه
ماده ۷۹ ق.د.ع. ا نوع ویژه‌ای از اعاده‌دادرسی در دیوان عدالت اداری را معرفی نموده که فقط جزو اختیارات انحصاری رئیس دیوان عدالت اداری و رئیس قوه قضاییه شناخته‌می‌شود.

#### جهات اعاده‌دادرسی
این نوع اعاده‌دادرسی اختصاصاً بر دو جهت استوار است: مخالفت رای صادره با بیِن شرع یا مخالفت رای صادره با قانون. در صورتی که به تشخیص رئیس دیوان عدالت اداری یا رئیس قوه قضاییه، رای صادره با قواعد بیَن شرع یا قانون مغایرت داشته باشد، می‌تواند دستور تجویز اعاده دادرسی را صادر نماید.

#### آرا و تصمیمات قابل اعاده دادرسی
این نوع از اعاده‌دادرسی در خصوص هر نوع رای صادره از شعب بدوی یا تجدیدنظر دیوان عدالت اداری اعم از حکم یا قرار قابل اعمال است.

#### تشریفات رسیدگی
پس از تجویز اعاده‌دادرسی، بر حسب اینکه رای مورد اعاده دادرسی از چه شعبه‌ای از دیوان صادر گردیده‌است، پرونده با ذکر دلیل مغایرت رای با شرع یا قانون، به یکی از دو مرجع ارجاع می‌گردد: در صورتی که رای مورد اعاده‌دادرسی، از شعبه بدوی دیوان صادر شده باشد، پرونده برای صدور حکم ماهیتی به شعبه تجدیدنظر دیوان ارجاع می‌گردد. در غیر این صورت، پرونده برای صدور حکم ماهیتی به شعبه هم‌عرض ارجاع می‌شود و در نهایت شعبه مرجوعٌ‌الیه بر اساس نظر رئیس دیوان، رای ماهیتی مقتضی صادر می‌نماید.

### تجدیدنظر در آرای هیئت عمومی دیوان عدالت اداری
هیئت عمومی دیوان عدالت اداری، مجموعه‌ای متشکل از قضات دیوان عدالت اداری‌است که در موارد ذیل، نسبت به موضوع با یکدیگر مشورت نموده و نظر قضایی اکثریت اعضای هیئت عمومی، به عنوان رای هیئت عمومی اعلام می‌گردد و از آن پس، این رای در کلیه موارد مشابه، برای شعب دیوان و سایر مراجع اداری لازم‌الاتباع است:
- هرگاه در موارد مشابه، آراء متعارض از یک یا چند شعبه دیوان صادر شده باشد[۵۲]؛
- هرگاه در موضوع واحد، حداقل پنج رای مشابه از دو یا چند شعبه دیوان صادر شده باشد.[۵۳]

با تکیه بر این مقدمه، ماده ۹۴ ق.د.ع.ا. حکمی دارد که از حیث ماهیت و کارکرد، نوعی اعاده‌دادرسی است و می‌توان آن را «اعاده‌دادرسی از آراء هیئت عمومی» نام نهاد، اما ماده مربوط از چنین تعبیری استفاده ننموده و به جای آن از عبارت «تجدیدنظر در رای هیئت عمومی» استفاده کرده‌است. ماده مرقوم اشعار می‌دارد: «در صورتی که آراء هیئت عمومی دیوان از سوی رئیس قوه قضاییه خلاف موازین شرع تشخیص داده شود، هیئت عمومی با توجه به نظر رئیس قوه قضاییه تجدیدنظر می‌نماید.» حکم این ماده دقیقاً کارکرد اعاده‌دادرسی موضوع ماده ۴۷۷ از ق.آ.د.ک. را دارد.

## اعاده‌دادرسی در دادگاه ویژه روحانیت
در آیین‌نامه دادسرا و دادگاه‌های ویژه روحانیت مصوب ۶۹/۰۵/۱۴(به اختصار آ.د.و. ر) نیز گونه‌ای اعاده‌دادرسی وجود دارد که مقررات خاص آن به موجب تبصره‌های ذیل ماده ۴۸ الحاقی و ماده ۵۱ آن وضع گردیده‌است.

### جهت اعاده‌دادرسی
این نوع اعاده‌دادرسی اختصاصاً بر دو جهت استوار است: مخالفت رای صادره با شرع یا مخالفت رای صادره با قانون.

### آرا قابل درخواست اعاده دادرسی
این اعاده‌دادرسی صرفاً احکام قطعی صادره از دادگاه ویژه روحانیت را در برمی‌گیرد و بنابراین قرارهای صادره قابلیت اعاده دادرسی ندارند.

### درخواست کنندگان اعاده دادرسی
اشخاص ذیل می‌توانند نسبت به حکم صادره درخواست اعاده‌دادرسی نمایند:
- محکوم‌علیه یا قائم‌مقام قانونی او؛
- دادستان کل ویژه روحانیت؛
- دادستان مجری حکم.[۵۶]

### تشریفات رسیدگی
پس از درخواست اعاده‌دادرسی و صدور قرار قبولی اعاده‌دادرسی، پرونده به دادگاه تجدیدنظر ویژه روحانیت ارجاع می‌گردد و مانند سایر پرونده‌های جریانی برای آن وقت رسیدگی تعیین می‌گردد و به دادستان منصوب و محکوم‌علیه ابلاغ می‌شود. دادستان منصوب یا نماینده وی می‌تواند در جلسه رسیدگی حضور یابد و نسبت به موضوع اظهارنظر کند. نهایتاً دادگاه ویژه مطابق مقررات حکم صادر می‌نماید.

## اعاده‌دادرسی در دادگاه نظامی
بخش هشتم از قانون آیین دادرسی کیفری (به اختصار ق.آ.د. ک) اختصاص به «آیین دادرسی جرایم نیروهای مسلح» دارد و مقررات این نوع اعاده‌دادرسی در ذیل آنان وضع شده‌است. به موجب قانون مجازات جرایم نیروهای مسلح اشخاص ذیل «نظامی» بوده و رسیدگی به جرایم مربوط به وظایف خاص نظامی و انتظامی آنان در صلاحیت دادگاه نظامی قرار دارد:
الف - کارکنان ستادکل نیروهای مسلح جمهوری اسلامی ایران وسازمانهای وابسته
ب - کارکنان ارتش جمهوری اسلامی ایران و سازمانهای وابسته
ج - کارکنان سپاه پاسداران انقلاب اسلامی ایران و سازمانهای وابسته و اعضای‌بسیج و سپاه پاسداران انقلاب اسلامی
د - کارکنان وزارت دفاع و پشتیبانی نیروهای مسلح و سازمانهای وابسته
هـ - کارکنان مشمول قانون نیروی انتظامی جمهوری اسلامی ایران
و - کارکنان وظیفه از تاریخ شروع خدمت تا پایان آن
ز - محصلان - موضوع قوانین استخدامی نیروهای مسلح - مراکز آموزش نظامی وانتظامی در داخل و خارج از کشور و نیز مراکز آموزش وزارت دفاع و پشتیبانی نیروهای‌مسلح
ح - کسانی که به‌طور موقت در خدمت نیروهای مسلح جمهوری اسلامی ایران‌هستند و طبق قوانین استخدامی نیروهای مسلح در مدت مزبور از اعضاء نیروهای مسلح‌محسوب می‌شوند.
جرایم نظامی، آن دسته از جرایمی هستند که صرفاً اشخاص نظامی می‌توانند مرتکب شوند و اشخاص عادی (غیرنظامی) اساساً توانایی ارتکاب آن را ندارند، مانند فرار از جنگ، خواب در هنگام نگهبانی، عدم رعایت دستور مافوق و غیره.

### جهت اعاده‌دادرسی در دادگاه نظامی
در بخش هشتم از قانون آیین دادرسی کیفری، اشاره‌ای به جهات خاص اعاده‌دادرسی نظامی نشده‌است، لذا موضوع تابع ماده ۶۴۸ ق.آ.د. ک است که اشعار می‌دارد: «مواردی که مقررات ویژه‌ای برای دادرسی جرایم نیروهای مسلح مقرر نگردیده‌است، تابع مقررات عمومی آیین دادرسی کیفری است.» بنابراین جهات اعاده‌دادرسی از احکام دادگاه نظامی نیز مشمول جهات عام اعاده‌دادرسی کیفری مندرج در ماده ۴۷۴ آن قانون می‌باشد.

### آراء قابل درخواست اعاده‌دادرسی
این اعاده دادرسی نسبت به آراء قطعی صادره از دادگاه‌های نظامی قابل انجام می‌باشد.

### درخواست‌کنندگان اعاده‌دادرسی در دادگاه نظامی
علاوه بر اشخاص مندرج در ماده ۴۷۵ قانون آیین دادرسی کیفری، رئیس سازمان قضایی نیروهای مسلح نیز می‌تواند نسبت به احکام قطعی دادگاه‌های نظامی درخواست اعاده‌دادرسی نماید.

### تشریفات رسیدگی
از آنجا که در خصوص تشریفات رسیدگی به اعاده‌دادرسی نظامی، در بخش هشتم از قانون آیین دادرسی کیفری، اشاره‌ای به تشریفات خاص آن نگردیده‌است، لذا موضوع از این حیثت نیز تابع همان ماده ۶۴۸ ق.آ.د. ک است و تبعاْ مقررات مندرج در مواد ۴۷۴ به بعد قانون آیین دادرسی کیفری (قواعد عام اعاده دادرسی کیفری) می‌باشد.

## اعاده‌دادرسی در داوری
در حقوق ایران داوری به دو نوع «داوری داخلی» و «داوری بین‌المللی» تقسیم می‌گردد. «داوری بین‌المللی» عبارت است از اینکه یکی از طرفین [اختلاف] در زمان انعقاد موافقتنامه داوری به موجب قوانین ایران، تبعه ایران نباشد. در این موارد، داوری تابع قانون داوری تجاری بین‌المللی می‌باشد. در غیر این صورت، داوری «داخلی» توصیف می‌شود و تابع مقررات باب داوری در قانون آیین دادرسی مدنی است. بر اساس این تقسیم‌بندی می‌تواند اعاده‌دادرسی نسبت به رای داور را مورد بررسی قرار داد:

### اعاده‌دادرسی در داوری داخلی
در داوری داخلی، اعاده‌دادرسی نسبت به رای داور پیش‌بینی نگردیده‌است. بنابراین متضرر از رای داوری (اعم از محکوم‌علیه یا خواهانی که رای داوری به نفع او صادر نشده‌است) نمی‌تواند بعد از صدور رای داوری، از داور تقاضای اعاده‌دادرسی و صدور رای داوری جدید نماید؛ لذا چنین شخصی صرفاً می‌تواند نسبت به رای داوری طبق ماده ۴۸۹ از قانون آیین دادرسی مدنی اعتراض و ابطال رای داور را از دادگاه صالح درخواست نماید. بدیهی است حکم قطعی مبنی بر ابطال رای داور (رای به نفع معترض به رای داور) و حکم قطعی مبنی بر بطلان دعوای ابطال رای داور (رای به ضرر معترض به رای داور) مشمول قواعد عام اعاده‌دادرسی مدنی و تابع جهات مندرج در ماده ۴۲۶ قانون آیین دادرسی مدنی می‌باشد.

### اعاده‌دادرسی در داوری بین‌المللی
در داوری بین‌المللی، اعاده‌دادرسی از رای داور - یا به تعبیر قانونگذار «تقاضای رسیدگی مجدد» - پیش‌بینی شده‌است. قانونگذار در دو بند «ح» و «ط» از ماده ۳۳ قانون داوری تجاری بین‌المللی به متضرر از رای داوری، حق درخواست اعاده‌دادرسی از داور برای رسیدگی مجدد و صدور رای داوری جدید را اعطا کرده‌است.
جهات اعاده‌دادرسی نسبت به رای داور عبارت است از:
- رای داوری مستند به سندی بوده باشد که جعلی بودن آن به موجب حکم نهایی ثابت شده باشد (بند ح)؛
- پس از صدور رای داوری، مدارکی یافت شود که دلیل حقانیت معترض بوده و ثابت شود که آن مدارک را طرف مقابل مکتوم داشته یا باعث کتمان آنها شده‌است. (بند ط)